# レールガンに関連する作品の一覧
レールガンに関連する作品の一覧（レールガンにかんれんするさくひんのいちらん）は、物体を電磁誘導（ローレンツ力）により加速して撃ち出す装置、レールガン（電磁投射砲）に関連する作品の一覧である。

## 一覧に対する注釈
レールガンは、原理が古くから知られていたため、様々な作品で描かれている。入力する電力が大きければ大きいほど弾丸（投射物）の発射速度が増すという単純な原理である。必要な電力を入力されたレールガンは装薬式銃器の水準を大きく超える発射速度が得られると考えられている。
同じ電磁投射方式でリニアモーターの原理を応用したコイルガンから、電流やプラズマは関係するものの電磁投射方式ではないサーマルガンまでがレールガンと混同されることがある。
神秘主義や超古代文明など、現代科学や物理法則の埒外な説明を行っている作品も便宜的に取り上げる。

## 映画
『イレイザー』
携行武器として新開発された最先端兵器「EM銃」（エレクトロ・マグネティック・ガン）として登場。外形はアサルトライフル型で、アルミニウムを使ったボール状の軽量弾を発射する。弾は亜光速の速度で打ち出され、プラズマ化している。
『ガンヘッド』
劇中の敵ロボット「エアロボット」の装備として登場。弾丸の補充描写は無いが、レールガン以外にも主兵装の荷電粒子砲、電磁ブレード、火炎放射器などを併せ持つ巨大な機体で、主役ロボット「ガンヘッド」の前に立ち塞がる。
漫画版では、ガンヘッドにも主兵装の20mmチェーンガンの代わりにレールガンが装備されている。
『ゴジラ×メカゴジラ』
3式機龍（メカゴジラ）の武装「0式レールガン」として登場。
『ジュブナイル』
劇中の戦闘用パワードスーツ「ガンゲリオン」の装備として登場。2020年の技術と2000年の機材を使って作られた物。巨大な拳銃のような外容であり、アームによる自在性と、実際の拳銃並みまたはそれ以上という優れた連射性を両立している。アスファルトに着弾した際はクレーターが形成されるほどの威力をもつ。また、大量の電力をどこから得ているかは不明（2020年の技術を用いているので、省電力という考えもできる）。なお、設定資料によれば当機のレールガンは実際はエネルギー弾を発射する兵器であり、短時間のチャージで20倍に威力を倍増させることも可能だとされている。
『特命戦隊ゴーバスターズ THE MOVIE 東京エネタワーを守れ!』
劇中の敵ロボット「メガゾードε」の装備として登場。右腕にレールガンが搭載されているが、弾丸の補充描写は無い。
『トランスフォーマー/リベンジ』
アメリカ軍の最高機密兵器として登場。アーレイ・バーク級ミサイル駆逐艦「キッド」に搭載されている（小説版ではズムウォルト級ミサイル駆逐艦「ズムウォルト」に搭載）。ディセプティコンの合体戦士、デバステーターに向けて発射され、同ディセプティコンを破壊した。

## テレビドラマ
ウルトラシリーズ
『ウルトラマンパワード』
W.I.N.R.隊員たちの標準装備として、0.6mm電磁レールガン「W.I.N.R.ショット」が登場。
『ウルトラマンブレーザー』
SKaRDの23式特殊戦術機甲獣 アースガロンの武装として600mm電磁榴弾砲レールキャノンを搭載した「Mod.2ユニット」、GGFの装備として対怪獣戦闘用レールガン「メガショット」が登場。
仮面ライダーシリーズ
『仮面ライダーW』
エナジー・ドーパントの左腕に装備されている。自身のエネルギーを超電導弾へ転換し、電磁加速して発射する。
『仮面ライダーフォーゼ』
仮面ライダーフォーゼ マグネットステイツの両肩に、「Nマグネットキャノン」「Sマグネットキャノン」が1つずつ装備されている。それぞれでエネルギー弾を電磁加速し、発射する。
『スターゲイト SG-1』『スターゲイト アトランティス』
地球製宇宙戦艦（例：プロメテウス）や宇宙戦闘機F-302に搭載されている。核兵器とともにアメリカ空軍の主力兵装となっている。『スターゲイト アトランティス』では、対ダーツ兵器としてアトランティスに単独で設置したものが使用された。

## アニメ・漫画
『BIOMEGA』
「弾体加速装置」として登場。主人公の庚造一ら東亜重工製合成人間の基本装備として、拳銃型と長距離狙撃型の2種類が作中に登場。「マナーモード」と称する消音状態にすることもできる。内蔵バッテリー式であり、「脳周波」による充電のほか、重二輪の動力を用いての充電も可能。
『BLACK CAT』
主人公の必殺技として登場。
『redEyes』
ASP-177e"スワッシュバックラー"グラハルト・ミルズ機に先行配備され、小型化された「ハイパー・ヴェロシティ・アームガン」がXSP-180 MK-54に搭載された。
『宇宙空母ブルーノア』
ブルーノアの飛行甲板先端に、連装式の電磁加速砲として2基4門装備されている。対空用の副砲だが、飛行甲板閉鎖時には主砲代わりに使用される。
『ガサラキ』
第25話に登場した敵MFの搭載火器。その圧倒的な破壊力で、通常の機関砲しか装備していない主人公側MFを圧倒した。
『機甲戦記ドラグナー』
マスドライバーを転用した、地球への大質量攻撃兵器として登場。メタルアーマーの搭載火器としても登場するが、こちらは「排莢アクションのない実体弾銃」程度の扱いである。
『機動戦艦ナデシコ』
エステバリスの月面フレーム用武装として登場。木連の宇宙戦艦にも広く搭載されている。
『機動戦艦ナデシコ -The prince of darkness-』
エステバリスカスタムの武装（大型レールカノン）や、ステルンクーゲルの標準武装（ハンドレールガン）として登場。ただし、テンカワ・アキトのエステバリスカスタムには未搭載（ブラックサレナとして行動しているため、未携行）。
機動戦士ガンダムSEEDシリーズ
リニアガン・タンクや自走リニア榴弾砲の主砲、フォビドゥンガンダムの背部ユニット両側に搭載されている旋回式88mmレールガン「エクツァーン」、フリーダムガンダムの腰に搭載されている「MMI-M15クスィフィアス・レール砲」など、さまざまな名称で登場する。弾丸を補充する描写は無く、ビーム砲に近い描写で描かれており、撃ち出される弾丸は黄色をしている。
『コードギアス 反逆のルルーシュ』
高温超伝導技術が進んだ世界ということもあり、登場する火器のほとんどがコイルガンを採用。コイルガンであることが公表されているわけではないが、混同例を除けば数少ない採用例である。また、作中に登場するナイトメアフレーム (KMF) 「ランスロット」が装備する「ヴァリス」（VARIS、Variable Ammunition Repulsion Impact Spitfire、可変弾薬反発衝撃砲）は、その名称、発射された弾体がほのかに発光している描写、ランスロット以外の機体のコイルガンとは桁違いな破壊力の描写から、レールガンかリニアガンに相当することがうかがえる。
『新世紀エヴァンゲリオン』
汎用人型決戦兵器エヴァンゲリオンの装備「パレットガン」「GAU-23型120mmパレットライフル」として登場。
ゾイドシリーズ
ゴルドスやエレファンダーなどの武装としてレールガンが搭載されている。漫画版『機獣新世紀ZOIDS』では、リニアレールガンがレッドホーンの装備として登場。ガイロス帝国の最新鋭兵器で、弾速は秒速5km、威力はシールドライガーや岩山を一撃で貫通するほどだが、完全冷却に1日を要する。
『蒼穹のファフナー』
ノートゥングモデルが使用する実弾兵器として登場。
『装甲騎兵ボトムズ』
アーマードトルーパーの搭載火器「ソリッドシューター」として登場。劇中描写はバズーカに近い。
『∀ガンダム』
ゴッゾーの背中に搭載された、長距離砲撃用火器として登場。射撃時には電流が走る描写がある。ゴッゾーの大破後、ミリシャの手によって改修されたゴドウィン（改名）の背部に搭載されたのは、従来型の機関砲である。
『太陽の牙ダグラム』
コンバットアーマーの搭載火器「リニアガン」「リニアカノン」、歩兵装備の「対CBアーマーライフル（ビッグEガンなど）」として登場。ただし、弾速は視認して回避できるほど遅い。正確にはプラズマ塊を電磁式に投射するプラズマ砲の一種。
『真ゲッターロボ 世界最後の日』
第12話に登場。流竜馬の台詞で月軌道上にハイパーレールガン（超大型の衛星型レールガン）があることが示唆され、実際に稼働可能な状態にあることが確認される。ガニメデ迎撃に使用されるが、射出した弾頭がスティンガーとコーウェンの手で弾き返され、その弾頭が通り抜けて真っ二つにされている。その後、弾頭は光速を越えて月へ激突した。
『超時空戦艦まほろば』
戦艦「まほろば」に主砲として電磁砲が3連装5基、計15門装備されている。口径は51サンチ。
『超時空要塞マクロスII -LOVERS AGAIN-』
統合軍の主力可変戦闘機VF-2SS バルキリーIIの追加装備「スーパーアームドパック」 (SAP) に、対艦攻撃用レールガンが1門搭載されている。バトロイド形態でのレールガン使用時は、機体頭部が照準固定用パーツで覆われる。
統合軍のデストロイド「ディフェンダーEX」「トマホークII」にも搭載されている。バルキリーと違い、こちらは主砲としての標準装備である。
『ムダヅモ無き改革』
ナチス・ドイツが月に建国した第四帝国に配備されている「10000mmグスタフ列車砲」として登場。作中では直径10メートルの岩石を地球へ向けて発射し、インド洋マスカリン諸島沖にキノコ雲を出現させた。

## 小説
『9S』
IV巻の9号作戦でリニアモーターカーを改造し、直径2メートル程度の弾を音速の10倍以上で撃ち出した。そのため、厳密にはレールガンではない。
『GODZILLA 怪獣黙示録』『GODZILLA プロジェクト・メカゴジラ』
G-HEDや43式航空偵察艇の主武装として、また歩兵用の電磁投射小銃（レールライフル）として登場。
『IS 〈インフィニット・ストラトス〉』
第3世代型ISの1つ「シュヴァルツェア・レーゲン」の右肩に、大型レールカノンが装備されている。
『ウィザーズ・ブレイン』
悪魔使いの魔法士サクラが使う「電磁気学制御」によって、ナイフを秒速2,000メートル超の速度で撃ち出す。
オペレーションMMシリーズ
宇宙海賊によって襲撃された船の生き残りが残された貨物から作り出した急造武器。リニアモーターのレール上を台車が走り、先端に激突すると慣性によって台車上の砲弾が飛んでいくというものであるため、定義上はコイルガンに近い。
『カウント・ゼロ』
技術者の企業離脱作戦のシーンにおいて、荒野に急造された離脱チーム基地の破壊工作（証拠隠滅）に、氷塊を弾丸とした超高速レールガンにより空中からの攻撃が行われた。隕石にも匹敵する高速大質量弾の衝突で小型戦術核並みの爆発エネルギーが発生したために離脱チームの基地は消滅し、発射プラットフォームとなった飛行船もレールガン発射と共に余剰エネルギーで焼失するというもので、膨大なエネルギーが利用されたことがうかがえる。氷塊の衝突による爆発に関しては、ツングースカ大爆発の原因を彗星と関連付ける説との相関性が見られる。
『銀河英雄伝説』
荷電粒子砲と共に、戦闘艦艇の艦載砲として登場。恒星船が一般的に運用されている時代でもあり、超光速航法も戦術レベルで頻繁に利用されていることから、主に近接戦闘用の弾体自身が推進力を持たない実体弾兵器としての登場であり、技術的に詳細な描写はされていない。
『禁断の魔術 ガリレオ8』
収録短編の一つ「猛射つ」と、それを単独の長編小説として大幅改稿した「禁断の魔術」に登場する。高校の「物理研究会」サークルのインパクトある実験テーマとしてこのレールガンが取り上げられ、実用化は程遠いと思われていたレールガンが復讐（殺害）の道具（トリック）として利用される。
『新・旭日の艦隊』
51cm砲に代わる新日本武尊の主砲（R砲）として登場。漫画版の設定では、コイルガンとうかがえる仕様となっている。
『新世紀日米大戦』
ゆきかぜ型ステルス護衛艦「ゆきかぜ」の主砲や、ワスプ級強襲揚陸艦「イオー・ジマ」に装備されている。開発は日本が先行した。
『スターシップ・オペレーターズ』
小説1巻に、敵軍の戦闘艦の主装備として登場した。プラズマ砲やレーザー砲に比べて射距離が極めて長い利点と、命中率が低い欠点を持つ兵器として描写されている。敵艦は金属の小惑星を係留し、弾薬を自前で製造して無制限に発射する戦法を取っていた（ひたすら弾薬を製造しては発射する様子から、主人公らに「宇宙砲台」とも呼ばれていた）。その後も、戦闘艦の装備として数度登場している。
星界シリーズ
「電磁投射砲」（イルギューフ）と称され、「アーヴによる人類帝国」の巡察艦・襲撃艦の主砲として登場。核融合弾、質量弾、模擬弾の撃ち分けが可能。なお、3ヵ国連合の戦闘艦艇も同様の兵器を使用している。
ダーティペアシリーズ
同シリーズの短編『そして誰もしなくなった』において、宇宙カジノのルーレットのような扱いで登場。宇宙カジノ付近の惑星に向けて隕石を発射し、落下地点を賭けの対象とする。
『タイタニア』
「ワイゲルト砲」と称される。「発射と同時に爆薬によって砲身の左右にあるレールを内側に押し付け、磁場を圧迫することで高い初速を得る」と描写されている。破壊力は極めて大きいものの、砲身を押しつぶすために1発しか撃てないばかりか、下手をすればそれを搭載している艦自体も損傷させる諸刃の剣として描写されている。
『月は無慈悲な夜の女王』
地球圏による搾取や抑圧を受けていた月の植民地が反乱を起こし、物資輸送用のマスドライバーで地球を攻撃する。
『天冥の標』
「酸素いらず（アンチ・オックス）」と呼ばれる、肉体改造によって体内に電気を貯められる体質の人々がコイルガンを使用している。
とある魔術の禁書目録シリーズ
本作品では「超電磁砲」と書いて「レールガン」と読む独特な造語が用いられる。「超電磁砲」と言うからには「電磁砲」も存在するはずだが、作中では「電磁砲」についての記述は皆無である。本作品に登場するレールガンは機械装置ではなく、科学的な手段で開発された超能力である。この能力を持つのは主要人物の一人の御坂美琴であり、体内で莫大な電気を発電して自在に操る能力を応用してレールガンとして利用している。美琴の能力名である「電撃使い（エレクトロマスター）」の由来にして称号であり、彼女の代名詞や決め技として扱われている。作中ではよく「（常盤台の）超電磁砲」と呼称される。ゲームセンターのメダルを弾丸として用いることが多く、手に持ったメダルを約マッハ3の速度で撃ち出せる。
テレビアニメ版では、発射の際に発生するスパークと相俟ってビーム砲に近い描写で描かれており、美琴の能力を元に開発された機械式のレールガンと真っ向から撃ち合った彼女がそれを押し返して撃破する描写も存在している。
パトリック・マクラナハンシリーズ
主人公のパトリック・マクラナハンや、その仲間が電子装甲であるティン・マン装甲を着用した際に、メインウェポンとして利用している。ソーセージほどの発射体を撃ち出し、戦闘ヘリや戦車を撃破する。
ヘヴィーオブジェクトシリーズ
21世紀前半に国際連合が崩壊した近未来、既存の兵器では歯が立たない超大型兵器として登場した『オブジェクト』の兵装の一つ。副砲クラスではマッハ7程度、主砲にいたってはマッハ10近い弾速を誇る。マスドライバー技術を応用し、マッハ25を叩き出す特殊な機体も登場する。
『マブラヴ オルタネイティヴ トータル・イクリプス』
戦術機用の携行兵装「試製99型電磁投射砲 EML-99X」として登場。口径120ミリメートル・発射速度毎分800発。
要塞シリーズ
『阿蘇要塞1995』では、固定式の長距離砲として登場。続編の『琵琶湖要塞1997』では、戦艦や戦車にも搭載されている。
『連合艦隊秘史 覇龍の戦録』
第二石油（常温核融合）機関搭載の潜水艦伊号25に50口径14センチ連装砲として搭載されており、ニューヨークを襲撃した。また、戦艦「大和」の副砲も同様に電気砲に改装されており、数発で米戦艦「アラバマ」を撃沈した。
『ロスト・ユニバース』
通常の科学技術を用いたレールガンに加え、前文明の技術を応用した「リープ・レールガン」（時空相転移を発生させる発射体を用いたレールガン）が登場している。
『エイティシックス』
電磁加速砲型レギオン（モルフォ）が登場。呼称はモルフォ蝶がモチーフ。主砲口径800mm、最大射程400km、毎秒8000m、全長40.2m、重量1400トンと大型の敵。放棄された鉄道のレールを用いた列車砲で、時速200kmで陣地転換が可能。防御兵装として40mm電磁ガトリング砲、爆発反応装甲、近接格闘用電動ワイヤーを持つ。
第8巻に登場した改良型では防御兵装が強化されているほか、電磁加速砲の装弾数も以前の100発から増加している。
これ以外にも、電磁砲艦型（ノクティルカ）が登場。正式名称は「試作案・強襲揚陸戦艦型」。秘密裏に建造された、全長300m、10万トンの大型兵器であり、原子炉で稼働しているとされ、電磁加速砲型と同様の800ミリレールガン2門に加え、22門の155ミリ電磁速射砲と54門もの40ミリ対空電磁回転機関砲を搭載する。
レールガンではないものの、似たようなものとして電磁射出型（ツェンタウアー）も登場する。数機で90mにもなるレールを背負い、電磁カタパルトで、戦場の遥か後方から空挺部隊を打ち出すための支援用レギオン。

## ゲーム
『バトルフィールド4』
DLCマップに配置され、所有者が倒されてドロップすると特定の所に復活する。弾速の概念は無いが発射ラグがあり、戦闘機やヘリを2、3発で破壊可能の威力を持つ。ただし、1発ごとにリロードが必要で弾薬は有限。
CRYSISシリーズ
アメリカ軍特殊実験部隊のガウスライフルとして登場。小型のエイリアンの戦闘マシンを一撃で倒せるなど、かなりの威力がある武器とされている。
『Fortnite』
チャプター2のシーズン7にて登場、チャージしてからしか発射はできない。一発撃つごとにリロードが必要となる。
『HALO』
UNSC（国連宇宙司令部防衛軍）の車両「ワートホグ」にガウス・キャノンが搭載され、「ガウス・ワートホグ」として登場。連射可能な対戦車砲として対車両に対して絶大な威力を誇る。ただし、砲身が1つしか配置できない特性上、物量で攻める対歩兵に対しては不向き。また、宇宙艦隊や惑星防衛に当たる軌道防衛グリッドにもMACガン（作品に応じて「MACブラスト」とも呼ばれる）と呼ばれるレールガンが搭載されており、搭載される施設と同程度の物質を破砕できるようになっている。
『JUNKMETAL』
JUNK（ロボット）搭載の武器として登場。高威力・高弾速・長射程を誇るが、エネルギーを多く消費するうえ、再発射には長い時間を要する。
Mass Effectシリーズ
恒星間ドライブの際に宇宙船をマス・リレーから射出する。
『METAL WOLF CHAOS』
大統領用MA「メタルウルフ」のエネルギー属性の両手持ち武器として登場。溜め撃ちが可能で、威力・同時発射弾数が段階に応じて強化されるため、溜めきって命中させられれば凶悪なまでの威力を持つ。しかし、溜めている間はブーストゲージを消費するために回避行動も鈍くなり、敵弾に被弾した場合はチャージが解除される、チャージ兵器という性質上、連発もし辛いハイリスクハイリターンな武器となっている。副大統領用MAは、スーツの胸の部分にレールガンを仕込んでいる。副大統領MAモデルの携行武器型レールガンは、メタルウルフも使用可能。また、アルカトラズ島には超巨大レールガンとうかがえる砲台が設置されており、これがエネルギー充填を完了して西海岸を攻撃することを阻止するステージが存在する。
Quakeシリーズ
『Quake II』から登場。
R-TYPEシリーズ
R戦闘機の通常ショットとして、「超高速電磁レールキャノン」「レールガン」の名で全機に装備されている。
アーマード・コアシリーズ
有人機動兵器アーマード・コアの各種搭載火器（肩部搭載型、携行用、武器腕）として登場する。作中では「リニアガン」と表記される兵器も登場しているが、レールガンとは発射時のエフェクトが区別されており、リニアガンは実弾兵器、レールガンはビーム兵器のエフェクトが使用されている。また、レールガン自体がビーム兵器扱いであることから、弾頭がプラズマ化しているか、レールガンの技術を応用した荷電粒子砲であることがうかがえる（レールガンにはチャージ時間があるが、リニアガンにはチャージ時間が皆無で、高反動かつ高熱量であることが共通する）。
『アーマード・コア4』では「RAILGUN」というカテゴリ名で登場。弾丸の飛翔速度こそ他の兵装から一線を画す性能ではあるが、威力は低めで装弾数も少ない。
『アインハンダー』
「フラッシュ」という名称のレールガンが登場する。生産コストが高いために少数しか製造されなかったという設定で、入手できる機会は限られている。
『アリアンロッドRPG』
アルケミストが特技によって自作、装備する武器として登場。作中では、マスケットからライフルを経て強化改造され、レーザーライフル、グラビティライフルにパワーアップする。
エースコンバットシリーズ
『エースコンバット04』
ユージア大陸中西部の中立国・サンサルバシオン近郊に建造された、レールガンを用いた小惑星迎撃兵器「ストーンヘンジ」が登場。連続発射時の電力供給問題やジュール熱による砲身融解問題などの理由から、火薬で初期加速し電磁誘導でさらに加速させるハイブリッド方式を取っている。作中では大陸戦争序盤でエルジア共和国軍に接収・軍事転用され、8基のうち7基（1基は小惑星の衝突により破損）がその長射程・高威力を生かした大陸規模の対空砲システムとして運用された。
『エースコンバット5』
衛星軌道上からレールガンを用いて地上を攻撃する軍事衛星「SOLG」（Strategic Orbital Linear Gun、戦略衛星軌道砲）が終盤に登場。作中ではスーデントール攻略を開始したオーシア・ユークトバニア連合軍を衛星軌道上から攻撃するが、地上の制御装置を破壊されると、あらかじめ仕込まれていたプログラムにより、オーシア連邦首都オーレッドへの落下を開始する。
『エースコンバット6』
エストバキア連邦が建造した超大型レールガン砲台「シャンデリア」が登場。元々ストーンヘンジと同じく小惑星迎撃用として建造されたものだが、サイズはストーンヘンジよりも遥かに巨大であり、多数の巡航ミサイルを内蔵したミサイルコンテナ弾「スタウロス」を発射する。また、プレイヤーが操作可能な機体「CFA-44」の特殊兵装としても登場している。
『エースコンバットX2』
ルーマニア南部に設置された大型電磁投射砲「バラウール」が登場。セルビア山中のレーダーサイトから送られた目標情報を元に長距離砲撃を行う。上記のレールガン兵器に比べ、砲身の旋回性能が非常に高いのが特徴。
『エースコンバット∞』
過去のシリーズ作品に登場した要素として、上記の「ストーンヘンジ」と「SOLG」、CFA-44の特殊兵装である「EML」が登場する。
『エースコンバット7』
ストーンヘンジのうち、『エースコンバット04』の時点で破損しておりISAFによる破壊を免れた1基がオーシア軍の手で修復され、アーセナルバード狙撃作戦に投入される。また、X-02Sなど一部の機体の特殊兵装として登場するほか、DLCミッション群「SP MISSIONS」に登場する潜水航空巡洋艦「アリコーン」は、主砲として射程400km・発射速度毎分80発の200mmレールガンを2基、そのほかにも推定射程3000kmの128口径600mmレールキャノンを1基装備している。
『カウンターストライクオンライン』
解読機アイテムとして登場。区分はスナイパーライフル。
『グランド・セフト・オートV』
PS4/Xbox One版の追加武器として登場した。その後はPC版、PS5/Xbox Series X/S版にも登場。2023年にはアップデートにより、オンラインモードの「GTAオンライン」にも登場した。
鋼鉄の咆哮シリーズ
実弾兵器で最大の攻撃力を持つ艦載装備として全シリーズに登場し、設計パーツとして使用可能。第二作目までは戦艦専用の大型の物しか存在しないが、後に攻撃力を犠牲に軽量化して駆逐艦などにも搭載可能となった小型レールガンや、衛星軌道上の物体を破壊するための「対宙レールガン」というものも登場した。敵艦船にも搭載艦がおり、巨大艦であるリヴァイアサンやヴォルケンクラッツァーのほか、一部の通常艦も装備している。地上砲台として登場する作品もあり、攻撃衛星ソヴィエツキー・ソユーズなども装備している。
『高機動幻想ガンパレード・マーチ』
スカウトの武器として登場。スカウトでのやりこみプレイでない限り、あまり使用することは無い。攻撃力600・射程380メートル・射角11.25度・弾数6・重量10・砲弾倉・2人攻撃用・開発レベル3・発言力1500。
『五分後の世界』
同名小説を原作としたコンピュータゲーム。アンダーグラウンド国民軍の室温超伝導を使用した最終兵器。
サンダーフォースシリーズ
IV以降、バックショットの強化版はレールガンである。ボイスは「tail gun」とも聞こえなくもないが「rail gun」と言っており、画面に「rail gun」と表示されている。長く伸びる貫通性のあるレーザーの様な形のショットが自機の後ろ側に射出される。
スーパーロボット大戦シリーズ
魔装機神の量産機やアーマードモジュールに搭載されている武器として登場。
『タイムクライシス4』
極秘生物兵器（動物兵器）特殊部隊「ハーメルン大隊」の幹部であるフランク・マザーズが使用している。単発式で威力は高いが、電力消費が激しい。
『地球防衛軍4』
地球防衛軍（EDF）が運用する装甲車両の1つとして、メナス電磁投射砲を装備した「イプシロン装甲レールガン」が登場する。火力は高いが、機動性は低い。
『地球防衛軍5』
全地球防衛機構軍（EDF、地球防衛軍）が運用する装甲車両の1つとして、電磁投射砲を装備した「イプシロン自走レールガン」が登場する。火力は高いが、機動性は低い。
『デス バイ ディグリーズ』
赤外線センサーに触れた瞬間、ニーナを攻撃する武器として登場。
鉄騎シリーズ
VT（巨大な直立歩行戦車のようなもの）の低伸弾道の兵装として登場。ごく一部の高級機種が搭載可能な対VT戦闘の決定打とされ、FSS（未来位置予測自動偏差射撃システム）と連動することで遠距離から高速かつ高威力の一撃を叩き込むことが可能。トリガーを引くと特徴的な甲高い音が響き、砲門で青紫の光が収束し、弾丸が発射される。発射時にはバッテリーのほぼ全電力を要するため、発射直後は電力が必要な回避のためのステップ機動ができなくなる。なお、本作中には「ガウス砲」と呼ばれる兵装も存在するが、こちらは磁力線を発射して範囲内のVTを一時的に機能停止させる直接攻撃力の伴わない支援兵装であり、レールガンとは別物である。
バイオハザードシリーズ
『バイオハザード3 LAST ESCAPE』
携行兵器ではなく、ある施設内に据え置きの試作巨大兵器として終盤に登場。クリーチャー「追跡者」を倒すために利用されるが、1回の発射につき瓦礫の山に大穴を開ける威力を発揮するも、最終的にはオーバーロードを起こして停止する。作中では「レールキャノン」と呼ばれており、開発コードネーム「パラケルススの魔剣」としてアメリカ軍によって開発されたという設定である。
『バイオハザード RE:3』
『3』のリメイク作品。『3』でのレールキャノン「パラケルススの魔剣」に代わり、両手で保持して発射できるサイズのレールガンである「強磁性歩兵連隊用次世代レールガン」が終盤に登場。新型B.O.W.暴走時の制圧用としてアンブレラ社がアメリカ陸軍の協力の元開発したとされるもので、強大な火力を有する一方、稼働に複数の外部電源を必要とするなどの欠点を抱えている。
「追跡者」を倒すために利用される点は同じであるが、こちらはステージ全体におよぶほどの巨体化も相まって充電が足りていない1発目は低威力であり、装着していた充電器に再装着して「追跡者」に手持ちの武器でダメージを与えながら充電を完了させた後、改めて保持したうえで口内へ銃口を差し込んで発射する高威力の2発目で巨体の大半を吹き飛ばし、停止する。なお、銃身のデザインや発射時のエフェクトは荷電粒子砲のように描かれている。
『バイオハザード CODE:Veronica』
「リニアランチャー」の名で登場。登場武器中最大の破壊力を持つが、弾速は遅め。
『パラサイト・イヴ2』
終盤のイベント時に、衛星軌道上からネヴァダ地下実験場を破壊するために登場。装備武器としては「ハイパーベロシティ」の名称で登場する。
『パワードール2』
X-4系列のパワーローダーの搭載火器「LC40mmリニアキャノン」として登場。プレイステーション版では、発射の瞬間に砲口からスパークが見える。
『ブルーアーカイブ』
ミレニアムサイエンススクールのゲーム開発部所属の生徒・天童アリスの持つ武器「光の剣：スーパーノヴァ」として登場。
もともとは同校のエンジニア部が宇宙戦艦に搭載する艦砲として開発されたレールガンだったが、光の剣：スーパーノヴァの開発に下半期の予算の70%を投じてしまい、肝心の宇宙戦艦の開発はやむなく中止となった。宇宙戦艦に搭載することを前提として開発したため、重量は140kg、射撃時の瞬間的な反動は200kg以上あり、携行武器として使うどころか持ち上げることすら一般生徒にはできず、倉庫で誰にも使われずに眠っていたが、使うことのできるパワーを持つアリスが現れたことで、アリスに無償で譲渡された。
フロントミッションシリーズ
『FRONT MISSION ALTERNATIVE』
あるミッションをクリアすると「81式電磁砲」が獲得できる。
『FRONT MISSION5 Scars of the War』
装備した敵ユニットが特定ミッションで登場する。
『フロントライン フュエル・オブ・ウォー』
連合軍側の兵器として登場。対人・対地上車両ではかなりの威力を発揮するものの、固定砲台式であるために扱いが難しい。また、敵のEMPによる妨害を受けると動きが鈍化してしまう。
『ヘビーギア』
装弾数は少ないが、絶大な貫通力を持つ実弾系武器として登場。重量があることから予備火器を搭載しにくくなるなど問題も多いが、大抵のギアは一撃で行動不能にできる。施設襲撃ミッションでは、センサー検知域外から警備の敵ギアのエンジンを精密狙撃して沈黙させることも可能。ただし、重量が災いして接近戦には向かない。発射する弾丸は小口径・高速であることから、単純な瞬間打撃力という点で、切り詰めた砲身から大口径砲弾を発射する「スナブキャノン」に射程以外では劣っている。
ボーダーブレイクシリーズ
強襲兵装のブラスト・ランナーが主武器として持つ「電磁加速砲」として登場。単射型の「紫電」、連射型の「壱式」「特式」「速式」および、3点バースト型の「弐式」があり、プレイヤーの累計プレイ時間、もしくは強襲兵装によるプレイで獲得したスコアが一定の数値を上回ることにより開放され、購入・使用できるようになる。
『マブラヴ オルタネイティヴ』
120mm電磁速射砲および、2700mm電磁投射砲が登場。
メタルギアシリーズ
『メタルギアソリッド』
核搭載二足歩行戦車「メタルギアREX」の核弾頭発射システム（一種のマスドライバー）として登場。表向きは戦域ミサイル防衛用の撃墜体射出用として搭載されている。
従来の燃料（火薬）とは異なり発射前の準備（熱・煙）の感知がほぼ不可能であり、発射されたことにまったく気付かないほか、核弾頭自体にもレーダー反射断面積の減少や電波吸収材の使用等といった各種ステルス技術が用いられていることから「ステルス核弾頭」（ステルス核）と呼ばれる。また、核弾頭の移動手段が航空機やミサイルではないため、戦略兵器削減条約に抵触しない。『MGS4』でも愛国者達の管理外にある核弾頭を発射するため、REXから取り外して使用している。
『メタルギアソリッド2』
特殊部隊「デッドセル」の元隊員フォーチュンの携行用武器として登場。先述したメタルギアREXに搭載されたレールガンの技術を応用して試作されたものだが、技術的問題が解決していないため、未だ実用化には至っていない。本来は暴発の危険が高すぎてとても実用には適していないが、フォーチュンは「幸運」によってこれを使いこなしている。
『メタルギアソリッド4』
BB部隊のクライング・ウルフが使用。クライング・ウルフを倒した後、オールド・スネークの手に渡る。電磁誘導によって超高速の飛翔体を射出する携行兵器。3段階のチャージが行え、MAXの威力はRPG-7はおろか、FIM-92Aの直撃にもビクともしない月光を一撃で破壊するほどである。部類は狙撃銃で、他の狙撃銃と同様に倍率は3倍と10倍。なお登場するものは『MGS2』でフォーチュンが使用した物と同型で、『MGS2』の時に存在した技術的問題は解決された。
『メタルギアソリッド ピースウォーカー』
敵AI兵器であるクリサリスの主攻撃手段として登場。クリサリス撃破後はMSFに鹵獲され、メタルギアZEKEに搭載される。また、複数人で運用するCO-OPS用武器としても登場。時代設定が1974年であるからか、レールガン本体を構える射手と、ダイナモによってレールガンに電力を供給する充電役が必要。充電MAX状態で発射した場合、戦車ですらも一撃で破壊する威力を持つが、充電していないとかすり傷しか付けられなくなる（それでも、敵兵士を一撃で倒せるほどの威力を持つ）。
メタルマックスシリーズ
『メタルサーガ 〜砂塵の鎖〜』
戦車に装備する主砲、「レールキャノン」として登場。
『メタルマックス3』『メタルマックス2:リローデッド』
戦車に装備する大砲、「レイルガン」として登場。これらとは別に発射時に雷状のエフェクトが付く「サンダーキャノン」という大砲もあるが、こちらは砲弾と砲身との摩擦で発電することが設定上にあるものの、電磁加速効果があるかは不明。重量の割に、そこそこ強力な砲である。
メック（バトルテック、メックウォーリア、メックコマンダー）シリーズ
バトルテックシリーズ
「ガウスライフル」という名で登場。発熱が極めて少なく、長射程。威力もPPC（プラズマ砲）より高く、熱による弾薬誘爆の危険も無い、とカタログスペックだけ見れば極めて優良な実弾兵器。ただし、ガウスライフルを直撃されるとコンデンサが爆発する仕様になっているため、結局は自爆の原因になる恐れがある。また、本体重量もかなり重いため、装備しやすい武器ではない。
メックウォーリアーズシリーズ
「ガウスライフル」という名でメック搭載の実弾系兵器として登場しており、最長の射距離と相当の貫通力を持つ。しかし、窮めて劣悪な連射性や装弾数に加えて破格の重量や容積が災いし、射程が長いとはいえ有視界射撃では近すぎ、最大レーダーレンジに捕らえた敵は命中させるのが難しいという、使いどころの無い武器となった。
『メックコマンダーシリーズ』
一部メックに搭載された兵器であるが、射程は長いものの決定的な打撃力に欠けて連射性と装弾数に難がある。また、会敵前の先制攻撃としては有効だが、見晴らしのいい尾根の上から打ち込まねばならず、敵からも発見されやすいなどの問題がある。強力なセンサーを搭載した強行偵察メックにとって敵レーダーレンジ外から攻撃するのに有効な装備とはいえ、攻撃された敵は確実に反撃してくるため、挑発して誘き出す以外に使い道は無い。
『リモートコントロールダンディSF』
開発費100億円を投入することで、サンダンス・キッドに装備される。
『龍が如く OF THE END』
ミレニアムタワーのとある研究施設で配置されている。威力はチャージした電力量による。電力量を満タンにすれば射線上のゾンビを貫通できるが、使用する機会はほとんどない。
『ワイルドアームズ セカンドイグニッション』
「元艦載式磁力線砲・リニアレールキャノン」として登場。ただし、グラフィックでは光線のようにも見えるため、実弾火器ではなく磁力を用いた光線か、荷電粒子砲であるともうかがえる。
『艦砲射撃!』（Flashゲーム）
「特零式荷電砲」の名称で、プレイヤーの操作する戦艦の攻撃型副兵装として登場。1発しか撃てないが、圧倒的な威力を持つ。弾体は完全に直線で飛翔するようだが、弾体自体は表示されていない。
『Project Wingman』
敵である連邦軍が使用。作中世界のエネルギー資源「コルディアム」を動力源としているという設定で、海軍の艦艇や巨大航空機「エアシップ」、陸上戦艦に搭載されるほか、大型の陸上砲台としても登場する。一定条件を満たせば登場する機体にも搭載されており、こちらはプレイヤーが使用できる。高威力と長射程を有する反面、現実のレールガンと比べてかなり弾速が遅いほか、レーザー兵器のようなビジュアルではあるが、作中の人物の発言から実弾兵器であることがうかがえる。